# 医学のあゆみ
『医学のあゆみ』（いがくのあゆみ）とは、医歯薬出版から発行されている医学総合雑誌である。
1946年3月に、東京大学名誉教授・緒方富雄の発想により創刊された。当初はB6判（月刊）であったが、1951年9月号からA5判に、1958年6月から週刊となり、判型もB5判に拡大された。
医療従事者や医学系研究者、医療系学生を対象に、世界と日本の医学・医療の進歩を紹介している。

## 概要

### 雑誌の特徴
- 医学専門誌としては国内唯一の週刊誌である。
- 医学雑誌には珍しく、特定の領域や診療科に特化した雑誌ではなく、基礎研究から臨床まで幅広い分野をカバーする。
- 学術論文が中心だが、後半の『FORUM』欄ではエッセイや書評などの読み物・コラムも充実している。

### 発行形態
「通常号」「第1土曜特集号」「第5土曜特集号」の3種類という独自の発行形態を採用している。

#### 通常号
- 6～8項目の総説論文からなる80ページ程度の小型特集。毎月第2～4週に発売、年34冊刊行。
- 個別の疾患・研究分野を取り上げ、簡潔に現況を紹介する。

#### 第1土曜特集号
- 15～20項目の総説論文からなる120ページ程度の中型特集。毎月第1週に発売、年12冊刊行。
- 注目を集める疾患･領域について、基礎と臨床の最新動向を解説する。

#### 第5土曜特集号
- 35～40項目の総説論文からなる200～300ページ程度の大型特集。第5土曜日がある月のみ発売、年4冊刊行。
- テーマごとに基礎と臨床の最新情報に加え、倫理的問題や社会への影響など学際的な話題も網羅する。

### 発行・発売日
毎週土曜日

### 発行部数
8,800部

### 対象読者
病院勤務医、大学・研究所の臨床・基礎医学研究者など

## 編集体制
制作にあたり、各領域の専門家にテーマの提案・助言をもらう編集委員・編集協力者制度を設けている。2022年4月時点の編集体制は以下の通り（五十音順）。

### 編集委員
- 飯利太朗（東京大学・聖マリアンナ医科大学）
- 岩坪威（東京大学）
- 梅澤明弘（国立成育医療研究センター）
- 小室一成（東京大学）
- 竹原徹郎（大阪大学）
- 戸邉一之（富山大学）
- 中山俊憲（千葉大学）
- 畠清彦（国際医療福祉大学）

### 編集協力者
- 朝戸裕貴（獨協医科大学）
- 荒井秀典（国立長寿医療研究センター）
- 生田宏一（京都大学）
- 梅崎昌裕（東京大学）
- 大須賀穣（東京大学）
- 香月博志（熊本大学）
- 金森豊（国立成育医療研究センター）
- 川俣貴一（東京女子医科大学）
- 菊地利明（新潟大学）
- 菊地眞（公益財団法人医療機器センター）
- 岸泰宏（日本医科大学）
- 北風政史（阪和第二泉北病院）
- 久志本成樹（東北大学）
- 齋藤英胤（慶應義塾大学）
- 笹野公伸（東北大学）
- 島田和幸（新小山市民病院）
- 下畑享良（岐阜大学）
- 下村伊一郎（大阪大学）
- 杉田昌彦（京都大学）
- 滝田順子（京都大学）
- 辻川明孝（京都大学）
- 土屋尚之（筑波大学）
- 貫名信行（同志社大学）
- 野原理子（東京女子医科大学）
- 前川真人（浜松医科大学）
- 牧野茂義（虎の門病院）
- 丸山彰一（名古屋大学）
- 三浦哲嗣（北海道科学大学）
- 宮川繁（大阪大学）
- 門川俊明（慶應義塾大学）
- 山蔭道明（札幌医科大学）
- 山本太郎（長崎大学）